# (29811) 1999 CK109
A (29811) 1999 CK109 a Naprendszer kisbolygóövében található aszteroida. A LINEAR projekt keretében fedezték fel 1999. február 12-én.